# Anna Chraniuk
Anna Chraniuk (ur. 1953 w Warszawie) – polska tłumaczka przysięgła języka ukraińskiego pochodzenia ukraińskiego.

## Życiorys
Urodziła się w 1953 w Warszawie w ukraińskiej rodzinie. W 1977 ukończyła studia w klasie bandury oraz dyrygentury chóralnej na Wydziale Instrumentów Ludowych w Konserwatorium Muzycznym im. Piotra Czajkowskiego w Kijowie. W trakcie studiów uczestniczyła w życiu kulturalnym Konsulatu Polski w Kijowie, otrzymywała także polskie stypendium z Ministerstwa Kultury.
Po powrocie do Polski pracowała jako instruktor muzyki w Zarządzie Głównym Ukraińskiego Towarzystwa Społeczno-Kulturalnego, z którego w 1979 została zwolniona z powodów politycznych. Następnie pracowała w Domu Słowa Polskiego.
W 1991 przeprowadziła się do Poznania. W 1993-2013 pracowała jako wykładowca języka ukraińskiego w Zakładzie Filologii Ukraińskiej Uniwersytetu im. Adama Mickiewicza w Poznaniu, budując od podstaw poznańską ukrainistykę w zakresie programu i materiałów dydaktycznych, a także inicjując stałą współpracę uczelni z Lwowskim Uniwersytetem im. Iwana Franki. Od 1994 jest tłumaczem przysięgłym języka ukraińskiego na liście Ministerstwa Sprawiedliwości. W 1996 założyła chór studencki „Maciejek”.
W 2008 była jednym z założycieli Stowarzyszenia Społeczno-Kulturalnego Polska-Ukraina, utworzonego przy Konsulacie Honorowym Ukrainy w Poznaniu.
W swoim dorobku ma publikację rozmówek Ukraiński kieszonkowy oraz przekłady utworów Ostapa Tarnawskiego Lwów literacki 1939-1944 czy Oresta Krasiwskiego Stosunki ukraińsko-polskie 1917-1923 z języka ukraińskiego na język polski. W 2009 została odznaczona przez prezydenta Ukrainy Orderem Księżnej Olgi III stopnia za krzewienie kultury i oświaty ukraińskiej w Polsce. Wyróżniona także medalem „Patriota Ukrainy” z wpisem do Księgi Honorowej Ukraina, Ukraińcy – elita narodu, duma państwa. W 2022 otrzymała od Rady Miasta Poznania odznaczenie „Zasłużony dla Miasta Poznania” w uznaniu  „dla wieloletnich działań na rzecz promowania Miasta Poznania w Ukrainie oraz za przybliżanie i popularyzację języka i kultury ukraińskiej w Poznaniu”.